# Des astres et des ombres
Pour les articles homonymes, voir Astre.
Des astres et des ombres (titre original : Songs of Stars and Shadows) est un recueil de nouvelles de science-fiction de l'écrivain américain George R. R. Martin publié en juillet 1977.

## Liste des nouvelles
- Tour de cendre, 1983 ((en) This Tower of Ashes, 1976)
- Saint Georges ou Don Quichotte, 1983 ((en) Patrick Henry, Jupiter, and the Little Red Brick Spaceship, 1976)
- La Bataille des Eaux-Glauques, 1983 ((en) Men of Greywater Station, 1976)Écrit avec Howard Waldrop.
- Un luth constellé de mélancolie, 1981 ((en) The Lonely Songs of Laren Dorr, 1976)Première parution française sous le titre Comme un chant de lumière triste dans l'anthologie Le Livre d'or de la science-fiction : Le Monde des chimères aux éditions Pocket
- La Nuit des vampyres, 1983 ((en) Night of the Vampyres, 1975)
- Les Fugitifs, 1982 ((en) The Runners, 1975)Première parution française sous le titre La Poursuite dans la revue Fiction no 330 aux éditions OPTA
- Équipe de nuit, 1983 ((en) Night Shift, 1973)
- « ... Pour revivre un instant », 1983 ((en) "...for a Single Yesterday", 1975)
- Sept fois, sept fois l'homme, jamais !, 1983 ((en) And Seven Times Never Kill Man, 1975)

## Éditions
- Songs of Stars and Shadows, Pocket Books, juillet 1977, 240 p.  (ISBN 0-671-81277-7)
- Des astres et des ombres, J'ai lu, coll. « Science-fiction » no 1462, avril 1983, trad. Monique Cartanas et M.-C. Luong, 288 p.  (ISBN 2-277-21462-0)
- Des astres et des ombres, J'ai lu, coll. « Science-fiction » no 10637, 9 octobre 2013, trad. Monique Cartanas et M.-C. Luong, harmonisée par Sébastien Guillot, 320 p.  (ISBN 978-2-290-07571-5)